# Marieke Groen
Marieke Groen (Amstelveen, 1966) is een Nederlandse schrijfster.
Marieke Groen werd geboren in Amstelveen. Na een opleiding jeugdwelzijnswerk in Amsterdam heeft ze gewerkt als journalist, soapschrijver en vertaler. Ze heeft gepubliceerd in de literaire tijdschriften Bunker Hill, Lust en Gratie, Payola en Mosselvocht en was jurylid bij Duizend Woorden.
Haar eerste boek was een biografie van U2, getiteld The Spark that Set the Flame, in 1993 uitgegeven door uitgeverij Veerhuis B.V.  In 1999 verscheen de verhalenbundel Net als Barbapapa (1999, Podium), gevolgd door Oog om oog, de mooiste verhalen over wraak (2000, Prometheus), een bloemlezing met verhalen van onder anderen Jeroen Brouwers, Jan Wolkers, Helga Ruebsamen, Hans Dorrestijn en Tessa de Loo. In 2017 verscheen de verhalenbundel De Frietsteeg en andere stukken, die via een crowdfunding campagne van Stichting Voordekunst is gefinancierd.
Groen heeft vier romans geschreven: Zeven meter onder water (2001, Podium), Koortsgloed (2006, Nieuw Amsterdam), Liefde is een afspraak (2011, Thomas Rap) en De andere familie Klein (2015, eveneens bij Thomas Rap). In 2012 schreef ze samen met regisseur Ate de Jong het boek bij zijn film Het bombardement.